# NGC 5160
NGC 5160 is een dubbelster in het sterrenbeeld Maagd. Het object werd op 7 februari 1862 ontdekt door de Duits-Deense astronoom Heinrich Louis d'Arrest.